# Pinnatella engleri
Pinnatella engleri là một loài Rêu trong họ Neckeraceae. Loài này được (Broth.) M. Fleisch. miêu tả khoa học đầu tiên năm 1906.